# Lensia asymmetrica
Lensia asymmetrica är en nässeldjursart som beskrevs av Stepanjants 1970. Lensia asymmetrica ingår i släktet Lensia och familjen Diphyidae. Inga underarter finns listade i Catalogue of Life.